# ヴィクトリアI (フェリー)
ヴィクトリアI（Victoria I）は、エストニアのタリンクが運航しているフェリーである。

## 概要
ヴィクトリアは、2004年に登場したフェリーである。ストックホルム〜タリンを結ぶ航路に就航している。姉妹船にロマンチカがある。

## 船内
客室は740室、ベッドは、2254ある。
- スイート（海側）
- デラックス（海側）
- Aクラス（海側）
- Bクラス（内側）